# ورزشگاه علی السالم الصباح
ورزشگاه علی السالم الصباح ورزشگاهی چندکاربردی در فروانیه کویت می‌باشد. امروزه از آن بیشتر برای برپایی مسابقه‌های فوتبال و به عنوان ورزشگاه خانگی باشگاه النصر استفاده می‌شود. این ورزشگاه گنجایش ۱۰٬۰۰۰ نفر تماشاچی را دارد.